# Finés romaní
Finés romaní (Romani: Kàlo; Sueco: Kalé; Finlandés: Kaale, también Suomen romanit - "Finlandés Romani") son un grupo de personas romaníes que viven principalmente en Finlandia y Suecia. Sus principales idiomas son el finlandés y el romaní finlandés.

## Historia
Los Kale finlandeses originales fueron Romanisael que llegaron a Finlandia a través de Suecia después de haber sido deportados de Suecia en el siglo XVII. Sus antepasados  suecos y noruegos son romaníes ingleses y escoceses, que fueron deportados de los reinos de Escocia e Inglaterra.
En 1637, todos los grupos romaníes fueron declarados forajidos que podían ser ahorcados sin juicio práctica que se suspendió en 1748.
Cuando Finlandia declaró su independencia en 1917, todas las Kales recibieron plena ciudadanía y derechos. Durante la Guerra de Invierno y la Guerra de Continuación, alrededor de mil Kales sirvieron en el ejército finlandés. A partir de la década de 1950, los romaníes finlandeses se trasladaron a Suecia, sobre todo por las mejores oportunidades de trabajo y la menor discriminación. Son el único grupo romaní en Suecia que lleva su traje tradicional. En Suecia es más fácil para los romaníes finlandeses conseguir un trabajo y un apartamento debido a que los apellidos suecos suenan más, así como a la larga tradición de multiculturalismo en Suecia.

## Cultura

### Vestimenta
La col rizada finlandesa suele seguir sus tradiciones tanto en la vestimenta masculina como femenina. Las mujeres finlandesas de col rizada eligen personalmente si se ponen la vestimenta tradicional o no entre los 17 y los 20 años, y la elección se considera definitiva. En caso de uso no tradicional, aún se siguen las costumbres de modestia.
Allá por el siglo XIX, los hombres finlandeses de col rizada se vestían casi de manera idéntica a los agricultores finlandeses étnicos, con un abrigo, pantalones, botas altas y un sombrero con borde. A principios del siglo XX, muchos hombres adoptaron el estilo de ropa asociado con la reconocida profesión de conductor de taxi a caballo. Este vestido presentaba una camisa blanca, una chaqueta (a veces de cuero), una gorra de visera, botas negras altas y pantalones holgados de jodhpur oscuros. El uso de jodhpurs fue muy específico para los Kale finlandeses, ya que los romaníes en otras áreas los habrían asociado con el ejército, a menudo agresivo, y por lo tanto los evitaron.
Durante las décadas de 1960 y 1970, la gorra con visera se cayó en desuso y los pantalones y las botas fueron reemplazados por pantalones y zapatos para caminar. Las chaquetas todavía se usan, ya que la modestia tradicional de Kale no permite aparecer solo con una camisa. Rara vez se ven pantalones o jeans de colores claros. El vestido estilo conductor solo lo usan algunos de los hombres mayores, o los hombres más jóvenes para ocasiones especiales.
El vestido tradicional femenino de Kale finlandés proviene del vestido tradicional que usan las mujeres de etnia finlandesa. Hasta principios del siglo XX, las mujeres Kale y finlandesas se vestían de manera muy parecida con blusas, faldas largas y delantales a la cintura. Con el tiempo y con una mayor riqueza, el vestido femenino de Kale se ha vuelto cada vez más decorado. El vestido presenta una pesada falda larga de terciopelo negro que se usa relativamente alto en la cintura, sostenida por un relleno, y una blusa abullonada, a menudo con volantes prominentes y encaje, hecha de tela decorativa con lentejuelas o un brillo metálico.
Los niños pequeños usan ropa similar a la de otras etnias. Las niñas que se acercan a la madurez, pero aún están por debajo de la edad para ponerse la vestimenta tradicional, a menudo usan faldas largas, estrechas y oscuras.

### Música
La música es una parte central de la cultura finlandesa de la col rizada, el entretenimiento diario y la vida doméstica. En Finlandia, los Kale son conocidos especialmente por su contribución al tango finlandés y la música Schlager. Los hombres de col rizada han sido una parte vital de la escena de Schlager desde el comienzo de la popularidad del género en Finlandia después de la Segunda Guerra Mundial. Al principio, los cantantes de Kale enfrentaron discriminación directa y, por ejemplo, se les prohibió actuar en ciertos establecimientos, ya sea por principio o por mala conducta de la audiencia de Kale. Taisto Tammi y Markus Allan fueron los dos artistas anteriores más importantes de Kale; ambos adoptaron alias artísticos para reducir la atención a su origen étnico.
Desde entonces, la discriminación ha disminuido y los cantantes de Kale no necesitan ocultar sus nombres de nacimiento para tener éxito en sus carreras. Numerosos Kale han participado en el Tangomarkkinat, un concurso nacional de canto de tango, con ganadores como Sebastián Ahlgren, Amadeus Lundberg y Marco Lundberg.

## Problemas percibidos

### Estatus socioeconómico
Los Kale tradicionalmente han ocupado puestos como artesanos, pero la ocupación ha perdido su importancia en los tiempos modernos, lo que ha llevado a un aumento significativo del desempleo dentro del grupo. Un documento publicado por el Ministerio de Trabajo afirma que "según el material de registro de clientes de la administración del trabajo, el 70% de los romaníes que buscan empleo tenían una educación primaria o secundaria inferior". Según el mismo documento: "La educación es obligatoria en Finlandia y esta obligación se aplica por igual a los romaníes que a otros ciudadanos, pero la deserción de la educación básica sigue siendo común entre los jóvenes romaníes, mientras que en la población general es extremadamente poco común".

### Violencia y criminalidad
En 2007, el oficial de policía y boxeador Riku Lumberg (de ascendencia romaní) escribió una carta abierta a su propia gente, buscando el fin de la "tradición bárbara de enemistades de sangre" en la comunidad. La artista romaní Kiba Lumberg ha dicho lo siguiente sobre la cultura en la que creció: "La enemistad de sangre y la violencia que existe en la cultura romaní no se pueden discutir en Finlandia. No podemos aceptar que algunos grupos se escondan detrás de la cultura para excusar el paso derechos humanos y libertad de expresión "y" el problema es que cuando un gitano se atreve a hablar en público sobre las cosas negativas que suceden en su propia tribu, se enfrenta a amenazas de muerte. Si una persona blanca abre la boca, se le acusa del racismo".
El Ministerio de Justicia finlandés indicó que en 2005, las personas de origen romaní (que representan menos del 0,2% de la población total de Finlandia) perpetraron el 18% de los delitos de robo callejero resueltos en Finlandia. A modo de comparación, la población somalí ligeramente mayor (14.769 frente a un estimado de 10.000) fue responsable del 12%, mientras que los finlandeses étnicos fueron responsables de cerca del 51%. Según un informe de 2003 del Departamento Penitenciario de Finlandia, se estima que había entre 120 y 140 romaníes en el sistema penitenciario finlandés. El informe analiza las formas de combatir el racismo institucional y la discriminación dentro del sistema penitenciario, así como las formas de mejorar la rehabilitación de los reclusos romaníes mediante, por ejemplo, programas educativos y una mejor cooperación con la comunidad romaní en general.

### Personas notables de ascendencia Kale
- Veijo Baltzar, autor y director
- Kiba Lumberg, autor, artista y crítico de la violencia en la cultura romaní
- Amadeus Lundberg, cantante, Tango King
- Miranda Vuolasranta, activista y educadora